# Carla Gugino
Carla Gugino (n. 29 august 1971, Sarasota, Florida, SUA) este o actriță americană.

## Filmografie

### Film
| An   | Titlu                                    | Rol                          | Note        |
| ---- | ---------------------------------------- | ---------------------------- | ----------- |
| 1989 | Troop Beverly Hills                      | Chica Barnfell               |             |
| 1990 | Welcome Home, Roxy Carmichael            | Young Roxy Carmichael        |             |
| 1993 | This Boy's Life                          | Norma Hansen                 |             |
| 1993 | Red Hot                                  | Valentina                    |             |
| 1993 | Son in Law                               | Rebecca 'Becca' Warner       |             |
| 1995 | Miami Rhapsody                           | Leslie Marcus                |             |
| 1996 | Jaded                                    | Megan 'Meg' Harris           |             |
| 1996 | Homeward Bound II: Lost in San Francisco | Delilah                      | Rol de voce |
| 1996 | The War at Home                          | Melissa                      |             |
| 1996 | Wedding Bell Blues                       | Violet                       |             |
| 1996 | Michael                                  | Bride                        |             |
| 1997 | Lovelife                                 | Amy                          |             |
| 1998 | Snake Eyes                               | Julia Costello               |             |
| 1998 | Judas Kiss                               | Coco Chavez                  |             |
| 2001 | Spy Kids                                 | Ingrid Cortez                |             |
| 2001 | The Center of the World                  | Jerri                        |             |
| 2001 | The Jimmy Show                           | Annie                        |             |
| 2001 | The One                                  | T. K. Law/Massie Walsh       |             |
| 2002 | Spy Kids 2: The Island of Lost Dreams    | Ingrid Cortez                |             |
| 2003 | The Singing Detective                    | Betty Dark/Hooker            |             |
| 2003 | Spy Kids 3-D: Game Over                  | Ingrid Cortez                |             |
| 2005 | The Life Coach                           | Carla                        |             |
| 2005 | Sin City                                 | Lucille                      |             |
| 2006 | Even Money                               | Veronica                     |             |
| 2006 | Night at the Museum                      | Rebecca Hutman               |             |
| 2007 | The Lookout                              | Janet                        |             |
| 2007 | Rise: Blood Hunter                       | Eve                          |             |
| 2007 | American Gangster                        | Laurie Roberts               |             |
| 2008 | Righteous Kill                           | Det. Karen Corelli           |             |
| 2009 | The Unborn                               | Janet Beldon                 |             |
| 2009 | Sparks                                   | Robin                        | Scurtmetraj |
| 2009 | Watchmen                                 | Sally Jupiter / Silk Spectre |             |
| 2009 | Race to Witch Mountain                   | Dr. Alex Friedman            |             |
| 2009 | Women in Trouble                         | Elektra Luxx                 |             |
| 2009 | Under the Hood                           | Sally Jupiter / Silk Spectre | Scurtmetraj |
| 2010 | The Mighty Macs                          | Cathy Rush                   |             |
| 2010 | Elektra Luxx                             | Elektra Luxx                 |             |
| 2010 | Every Day                                | Robin                        |             |
| 2010 | Faster                                   | Cicero                       |             |
| 2011 | I Melt With You                          | Laura                        |             |
| 2011 | Girl Walks into a Bar                    | Francine Driver              |             |
| 2011 | Sucker Punch                             | Dr. Vera Gorski              |             |
| 2011 | Mr. Popper's Penguins                    | Amanda Popper                |             |
| 2011 | New Year's Eve                           | Dr. Morriset                 |             |
| 2012 | Hotel Noir                               | Hanna Click                  |             |
| 2013 | By Virtue Fall                           | Actriță                      |             |
| 2013 | Man of Steel                             | Kelor                        | Rol de voce |
| 2014 | Match                                    | Lisa                         |             |
| 2015 | San Andreas                              | Emma                         |             |
| 2016 | Batman v Superman: Dawn of Justice       | Kelor                        | Rol de voce |
| 2016 | Wolves                                   | Jenny Keller                 |             |
| 2016 | Bling                                    | Catherine                    | Rol de voce |
| 2017 | The Space Between Us                     | Kendra                       |             |
| 2017 | Gerald's Game                            | Jessie Burlingame            |             |

### Televiziune
| An         | Titlu                                         | Rol                    | Note                                        |
| ---------- | --------------------------------------------- | ---------------------- | ------------------------------------------- |
| 1988       | Who's the Boss?                               | Jane                   | Episodul: "Prom Night II"                   |
| 1988       | Good Morning, Miss Bliss                      | Karen                  | Episodul: "Summer Love"                     |
| 1989       | ALF                                           | Laura                  | Episodul: "Standing in the Shadows of Love" |
| 1989–1990  | Falcon Crest                                  | Sydney St. James       | 11 episoade                                 |
| 1990       | Ferris Bueller                                | Ann Peyson             | Episodul: "Stand-In Deliver"                |
| 1991       | Doogie Howser, M.D.                           | Sara Newman            | Episodul: "Planet of the Dateless"          |
| 1991       | The Wonder Years                              | Sandy Tyler            | Episodul: "Triangle"                        |
| 1992       | Murder Without Motive: The Edmund Perry Story | Allison Connors        | Film TV                                     |
| 1992       | Quantum Leap                                  | Michelle Temple Cutter | Episodul: "Ghost Ship"                      |
| 1992       | Davis Rules                                   | Kathi                  | 2 episoade                                  |
| 1992       | A Private Matter                              | Mary Beth              | Film TV                                     |
| 1994       | Motorcycle Gang                               | Leann                  | Film TV                                     |
| 1995       | The Buccaneers                                | Nan St. George         | 5 episoade                                  |
| 1996, 1998 | Spin City                                     | Ashley Schaeffer       | Rol principal în sezonul I (13 episoade)    |
| 1999       | A Season for Miracles                         | Emilie Thompson        | Film TV                                     |
| 1999–2000  | Chicago Hope                                  | Dr. Gina Simon         | Rol principal în sezonul 6 (23 episoade)    |
| 2001       | She Creature                                  | Lily                   | Film TV                                     |
| 2003–2004  | Karen Sisco                                   | Karen Sisco            | Rol principal (10 episoade)                 |
| 2005–2006  | Threshold                                     | Dr. Molly Anne Caffrey | Rol principal (13 episoade)                 |
| 2007–2010  | Entourage                                     | Amanda Daniels         | 12 episoade                                 |
| 2010       | Californication                               | Abby                   | 10 episoade                                 |
| 2011       | Hide                                          | Warren                 | Film TV                                     |
| 2012       | Justified                                     | Karen Goodall          | Episodul: "Cut Ties"                        |
| 2012       | Political Animals                             | Susan Berg             | Miniserial; rol principal                   |
| 2012       | New Girl                                      | Emma                   | 3 episoade                                  |
| 2013       | Doubt                                         | Linda                  | Pilot                                       |
| 2015–2016  | Wayward Pines                                 | Kate Hewson            | Rol principal în sezonul I (11 episoade)    |
| 2015       | The Brink                                     | Joanne "Jo" Larson     | 6 episoade                                  |
| 2016       | Supergirl                                     | Kelor (voice)          | Episodul: "Solitude"; nemenționată          |
| 2016       | Roadies                                       | Shelli                 | Rol principal                               |
| 2017       | Nashville                                     | Virginia Wyatt         | Episodul: "If Tomorrow Never Comes"         |